# Katja Timmel
Katja Timmel (* 4. Mai 1985) ist eine ehemalige deutsche Unihockeyspielerin.

## Karriere

### Verein
Timmel begann ihre Karriere beim UHC Sparkasse Weißenfels in Deutschland. Im Winter der Saison 2003/04 erhielt sie ein Angebot der Kloten-Bülach Jets, einer Mannschaft aus der Nationalliga A der Schweiz.
Am Ende der Saison 2003/04 wechselte sie schlussendlich zusammen mit ihrer Teamkollegin Sandra Dirksen zu den Jets. In ihrer letzten Saison stieg sie mit den Kloten-Bülach Jets in die Nationalliga B ab und verließ den Verein daraufhin.
Im Sommer 2007 gab Zug United den Transfer der deutschen Nationalspielerin bekannt. Für Zug absolvierte sie 22 Partien und erzielte dabei acht Tore und legte sechs weitere Treffer auf.
Bereits ein Jahr später unterschrieb sie bei den Red Ants Rychenberg Winterthur. Bei den Red Ants Rychenberg Winterthur blieb sie zwei Saisons und erzielte dabei insgesamt sechs Scorerpunkte. 2010 gewann sie zusammen mit Winterthur Bronze am Champions Cup und holte sich den Schweizer Cup.
Zur Saison 2010/11 wechselte sie zum Nationalliga-A-Verein Floorball Riders Dürnten-Bubikon-Rüti. In der Nationalliga A spielte sie insgesamt 76 Partien.
2015 unterschrieb Timmel einen Vertrag bei ihrem ehemaligen Verein Red Ants Rychenberg Winterthur. Am 27. April 2017 gab der Verein bekannt, dass der Vertrag mit der Verteidigerin verlängert wurde.
Am 9. Mai 2018 gaben die Floorball Riders bekannt, dass Timmel nach drei Jahren von Nationalliga-A-Vertreter Red Ants Winterthur zurück zu den Riders wechseln wird.

### Nationalmannschaft
Timmel debütierte 2001 für die deutsche Nationalmannschaft an der Weltmeisterschaft 2001 in Lettland, wo sie zudem ihren ersten Treffer im Trikot der deutschen Unihockeynationalmannschaft erzielte. Sie nahm insgesamt an vier Weltmeisterschaften und zahlreichen internationalen Turnieren teil.